# Manfred Obernosterer
Manfred „Noste“ Obernosterer (* 1957 in Hermagor) ist ein Kärntner Musiker, Komponist und Kabarettist.
Im Zivilberuf ist Manfred Obernosterer Lehrer für Mathematik und Musik an der Hauptschule Sankt Veit an der Glan.
Manfred Obernosterer komponierte zahlreiche volkstümliche Schlager für das Nockalm Quintett, die Kastelruther Spatzen, das Alpentrio Tirol und das Original Alpenland Quintett, für Nicole Dyane und Telly Savalas (getextet in der Regel von Dagmar Obernosterer).
Seit 2002 tritt er als „Noste“ in den Faschingssitzungen des Villacher Faschings auf.